# Nicolas Estgen
Nicolas Estgen (ur. 28 lutego 1930 w Dudelange, zm. 26 grudnia 2019) – luksemburski polityk i nauczyciel, poseł do Parlamentu Europejskiego I, II i III kadencji.

## Życiorys
Studiował psychologię oraz literaturę na Uniwersytecie Luksemburskim i Uniwersytecie Paryskim. Uzyskał uprawnienia nauczycielskie, pracował jako nauczyciel w szkołach technicznych i zawodowych, również na stanowiskach dyrektorskich. Zaangażował się w działalność polityczną w ramach Chrześcijańsko-Społecznej Partii Ludowej, był członkiem rady krajowej i komitetu krajowego partii oraz przewodniczącym komitetu do spraw międzynarodowych i europejskich. Był również przewodniczącym organizacji społecznej działającej na rzecz rodzin i redaktorem działu rodzinnego w dzienniku „Luxemburger Wort”.
W latach 1979–1994 przez trzy kadencje sprawował mandat posła do Europarlamentu. Pełnił m.in. funkcję wiceprzewodniczącego frakcji chadeckiej oraz Komisji ds. Regulaminu, Weryfikacji Mandatów i Immunitetów. W latach 1982–1984 i 1992–1994 zajmował stanowisko wiceprzewodniczącego Parlamentu Europejskiego. W drugiej połowie lat 90. był natomiast członkiem luksemburskiej Izby Deputowanych.
Był również przewodniczącym luksemburskiego oddziału Międzynarodowej Unii Paneuropejskiej, a także przewodniczącym i następnie honorowym przewodniczącym działającej przy Europejskiej Partii Ludowej Europejskiej Unii Seniorów.
Odznaczony m.in. Orderem Zasługi Wielkiego Księstwa Luksemburga V klasy i Orderem Korony Dębowej V klasy.